# کرئون (پادشاه کورنت)
کرئون (به یونانی: Κρέων)، در اسطوره‌های یونان، پادشاه کورنت است.
یاسون و مدیا مهمان او شدند. او تصمیم گرفت دختر خود گلاوکه، را به همسری یاسون درآورد و مدیا را تبعید کند. مدیا نیز لباسی برای عروسی به گلاوکه پیشکش کرد که زمانی که او بر تن کرد، سوخت و مرد. کرئون که به کمک دخترش آمد هم کشته شد.